# Guinigisio I
Guinigisio o Guinigi (... – 822) è stato un nobile longobardo, duca di Spoleto dal 789 all'822.

## Biografia
Di origini longobarde faceva probabilmente parte dell'entourage di Carlo Magno quando venne inviato a respingere un'invasione bizantina nel 788, coordinando le truppe franche con quelle dei duchi Ildebrando di Spoleto e Grimoaldo III di Benevento. Riuscì a sconfiggere i bizantini in Puglia, tuttavia Ildebrando morì negli scontri e perciò il re franco diede a Guinigisio il ducato di Spoleto.
Egli fu nominato quale missus dominicus da Carlo Magno presso il ducato di Roma e offrì rifugio a papa Leone III dopo l'assalto subito il 25 aprile del 799. Guinigisio rimase poi coinvolto in una guerra contro Grimoaldo di Benevento e venne catturato nei pressi di Lucera nell'802, venendo tenuto prigioniero per un anno. Quando Leone III fu prossimo alla morte nel 815, il popolo di Roma si ribellò, perciò re Bernardo d'Italia inviò Guinigisio a sistemare la situazione.
Nel 822 Guinigisio abdicò e si ritirò in un monastero, dove morì poco tempo dopo e il suo successore fu Suppone I, Brixiæ civitatis comes ("conte della città di Brescia").